# Collegio di Ossett and Denby Dale
Ossett and Denby Dale è un collegio elettorale situato nel West Yorkshire, nella regione dello Yorkshire e Humber, e rappresentato alla Camera dei comuni del Parlamento del Regno Unito. Elegge un membro del parlamento con il sistema first-past-the-post, ossia maggioritario a turno unico; l'attuale parlamentare è Jade Botterill del Partito Laburista, che rappresenta il collegio dal 2024.

## Estensione
Il collegio comprende i seguenti ward:
- nella città di Wakefield: Horbury and South Ossett; Ossett; Wakefield Rural e Wakefield South;
- nel borgo di Kirklees: Denby Dale e Kirkburton (distretti elettorali KB01, KB02, KB03A, KB03B, KB05, KB06, KB08 e KB09).[1]

## Membri del parlamento
| Elezione | Elezione | Deputato       | Partito   |
| -------- | -------- | -------------- | --------- |
|          | 2024     | Jade Botterill | Laburista |

## Elezioni

### Elezioni negli anni 2020
| Partito                    | Partito                                      | Candidato                   | Risultati 4 luglio 2024 | Risultati 4 luglio 2024 |
| Partito                    | Partito                                      | Candidato                   | Voti                    | %                       |
| -------------------------- | -------------------------------------------- | --------------------------- | ----------------------- | ----------------------- |
|                            | Laburista                                    | Jade Botterill              | 17 232                  | 39,28                   |
|                            | Conservatore                                 | Mark Eastwood               | 12 690                  | 28,92                   |
|                            | Reform UK                                    | Sandra Senior               | 9 224                   | 21,02                   |
|                            | Verdi                                        | Neil Doig                   | 2 132                   | 4,86                    |
|                            | Lib Dem                                      | James Wilkinson             | 1 785                   | 4,07                    |
|                            | Yorkshire                                    | David John Rowntree Herdson | 810                     | 1,85                    |
|                            |                                              |                             |                         |                         |
| Iscritti                   | Iscritti                                     | Iscritti                    | 72 312                  | 100,00                  |
| ↳ Votanti (% su iscritti)  | ↳ Votanti (% su iscritti)                    | ↳ Votanti (% su iscritti)   | 43 873                  | 60,67                   |
| ↳ Astenuti (% su iscritti) | ↳ Astenuti (% su iscritti)                   | ↳ Astenuti (% su iscritti)  | 28 439                  | 39,33                   |
|                            |                                              |                             |                         |                         |
|                            | Esito: collegio a Laburista (nuovo collegio) |                             |                         |                         |